# Rhombognathides pascens
Rhombognathides pascens är en kvalsterart som först beskrevs av Lohmann 1889.  Rhombognathides pascens ingår i släktet Rhombognathides och familjen Halacaridae. Arten är reproducerande i Sverige. Inga underarter finns listade i Catalogue of Life.